# Islesboro
Islesboro és una població dels Estats Units a l'estat de Maine (EUA). Segons el cens del 2000 tenia 603 habitants.

## Demografia
Segons el cens del 2000, Islesboro tenia 603 habitants, 280 habitatges, i 176 famílies. La densitat de població era de 16,3 habitants/km².
Dels 280 habitatges en un 25% hi vivien nens de menys de 18 anys, en un 53,2% hi vivien parelles casades, en un 5,7% dones solteres, i en un 36,8% no eren unitats familiars. En el 30,7% dels habitatges hi vivien persones soles el 13,6% de les quals corresponia a persones de 65 anys o més que vivien soles. El nombre mitjà de persones vivint en cada habitatge era de 2,15 i el nombre mitjà de persones que vivien en cada família era de 2,69.
Per edats la població es repartia de la següent manera: un 20,2% tenia menys de 18 anys, un 3,3% entre 18 i 24, un 25,4% entre 25 i 44, un 31,2% de 45 a 60 i un 19,9% 65 anys o més.
L'edat mediana era de 46 anys. Per cada 100 dones de 18 o més anys hi havia 97,1 homes.
La renda mediana per habitatge era de 39.643 $ i la renda mediana per família de 48.750 $. Els homes tenien una renda mediana de 35.000 $ mentre que les dones 24.750 $. La renda per capita de la població era de 25.653 $. Entorn del 5,5% de les famílies i el 7,2% de la població estaven per davall del llindar de pobresa.